# Artieda
Artieda est une commune d'Espagne dans la communauté autonome d'Aragon, province de Saragosse. Elle n'est constituée que d'un seul village du même nom.

## Géographie
Le territoire de la commune se situe dans le massif montagneux des Pyrénées :
| \| Artieda \| Géolocalisation sur la carte des Pyrénées |
| Artieda                                                 |

Administrativement la localité se trouve au nord de l'Aragon dans la comarque de Jacetania.

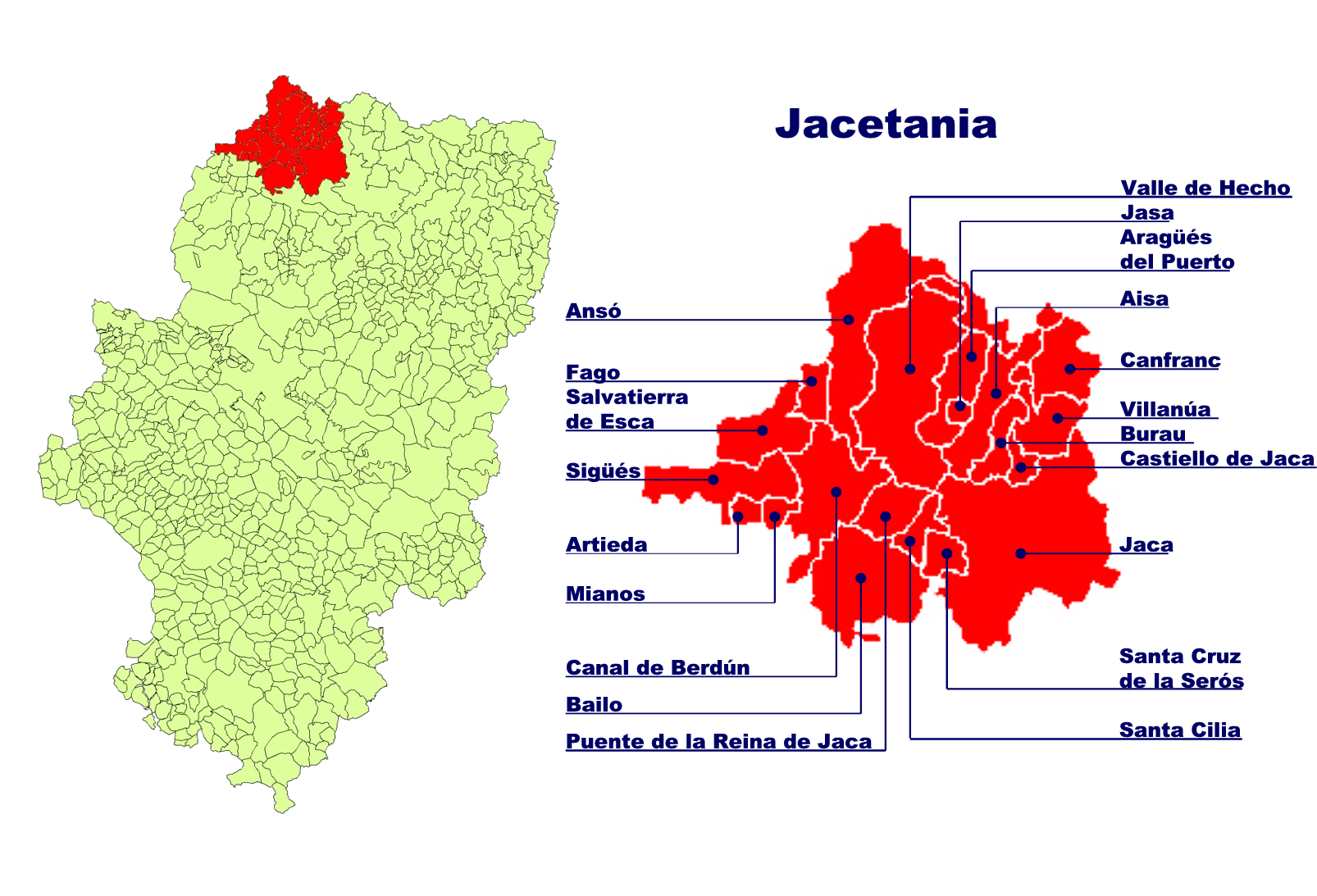
Territoire des communes en la comarque de la Jacetania (zone rouge, reste de l'Aragon en vert clair)

Localités limitrophes : À compléter

## Histoire
La site archéologique de Forau de la Tuta, à Artieda, comprend les ruines d'une ancienne cité de l'Empire romain dont le nom a été perdu ainsi que celles ultérieures d'une communauté du Moyen Âge chrétien.

## Administration
| Période | Période | Identité              | Étiquette | Qualité |
| ------- | ------- | --------------------- | --------- | ------- |
| 1979    | 1983    |                       |           |         |
| 1983    | 1987    |                       |           |         |
| 1987    | 1991    |                       |           |         |
| 1991    | 1995    |                       |           |         |
| 1995    | 1999    |                       |           |         |
| 1999    | 2003    |                       |           |         |
| 2003    | 2007    |                       |           |         |
| 2007    | 2011    | Javier Jiménez Puente |           |         |

## Démographie
| Évolution démographique | Évolution démographique | Évolution démographique | Évolution démographique | Évolution démographique | Évolution démographique | Évolution démographique | Évolution démographique | Évolution démographique | Évolution démographique | Évolution démographique | Évolution démographique | Évolution démographique | Évolution démographique | Évolution démographique | Évolution démographique | Évolution démographique | Évolution démographique |
| 1842                    | 1857                    | 1860                    | 1877                    | 1887                    | 1897                    | 1900                    | 1910                    | 1920                    | 1930                    | 1940                    | 1950                    | 1960                    | 1970                    | 1981                    | 1991                    | 2001                    | 2007                    |
| ----------------------- | ----------------------- | ----------------------- | ----------------------- | ----------------------- | ----------------------- | ----------------------- | ----------------------- | ----------------------- | ----------------------- | ----------------------- | ----------------------- | ----------------------- | ----------------------- | ----------------------- | ----------------------- | ----------------------- | ----------------------- |
| 212                     | ..                      | ..                      | 302                     | 271                     | 277                     | 269                     | 270                     | 280                     | 262                     | 272                     | 227                     | 233                     | 169                     | 116                     | 105                     | 103                     | 102                     |